# انكماش الحجم
انكماش الحجم هو انخفاض حجم سوائل الجسم, ويضم أيضًا أي فقد يصاحبه لمركب أسموزي. ويطلق على عملية فقد مكون الماء من سوائل الجسم تحديدًا اسم التجفاف.

## حسب محل سوائل الجسم
يقصد بانكماش الحجم مجرد فقد السائل خارج الخلوي (ECF) و/أو [العصارة الخلوية (ICF).

### انكماش حجم السائل خارج الخلوي
يقترن انكماش السائل خارج الخلوي اقترانًا مباشرًا وتقريبًا اقترانًا نسبيًا بانكماش حجم بلازما الدم, والتي يطلق عليها اسم نقص حجم الدم. وبهذا فإنها تؤثر بشكل أساسي على جهاز الدوران ويحتمل أن تسبب صدمة نقص حجم الدم.
عادة ما يكون انكماش حجم السائل خارج الخلوي أو نقص حجم الدم هو نوع انكماش الحجم محل القلق الأساسي في حالات الطوارئ، نظرًا لأن السائل خارج الخلوي يمثل تقريبًا نصف حجم العصارة الخلوية وهو أول ما يتأثر بحالات مثل النزف. في بعض الأحيان يستخدم مصطلح انكماش الحجم مترادفًا مع نقص حجم الدم.

### انكماش حجم العصارة الخلوية
قد يحدث انكماش حجم العصارة الخلوية عقب فقد السوائل بصورة كبيرة، نظرًا لأن حجمها يفوق حجم السائل خارج الخلوي، أو فقد البوتاسيوم (K+) انظر القسم أدناه.
قد يتسبب انخفاض حجم العصارة الخلوية في اختلال مختلف أعضاء الجسم.

### الاعتماد على الذوائب المفقودة
يرتبط فقد الصوديوم Na+ تقريبًا بفقد السوائل من السائل خارج الخلوي، حيث إن الصوديوم Na+ يتميز بتركيز أكبر كثيرًا في السائل خارج الخلوي عن تركيزه في العصارة الخلوية. وفي المقابل، يتميز البوتاسيوم K+ بتركيز أكبر كثيرًا في العصارة الخلوية عن السائل خارج الخلوي، ومن ثم فإن فقده يرتبط بفقد السائل من العصارة الخلوية، حيث إن فقد البوتاسيوم K+ من السائل خارج الخلوي يتسبب في تسرب البوتاسيوم K+ في العصارة الخلوية خارج الخلايا، وبهذا يتسرب الماء معه من خلال عملية التناضح.

### التقدير
عندما يفقد الجسم السوائل، فإن الكمية المفقودة من العصارة الخلوية والسائل خارج الخلوي، يمكن تقديرها، على التوالي، بقياس حجم وكمية مادة الصوديوم (Na+) والبوتاسيوم (K+) في السائل المفقود، بالإضافة إلى تقدير تركيب جسم هذا الشخص.
1. لحساب تقدير، يتم أولاً تقدير إجمالي كمية المادة في الجسم قبل حدوث الفقد:
{\displaystyle n_{b}=Osm_{b}\times TBW_{b}}
حيث إن:
- nb = إجمالي كمية المادة قبل فقد السائل
- Osmb = التركيز الأسموزي للجسم قبل عملية الفقد (يكون مساويًا تقريبًا لـ تناضحية الدم البالغة 275-299 مللي أسمول لكل كيلوجرام[4])
- TBWb = إجمالي ماء الجسم قبل الفقد (يعادل ما يقرب من 60% من وزن الجسم أو استخدام الماء المعالج بالتريتيوم أو الديوتيريوم)

2. ثم يتم حساب إجمالي كمية المادة في الجسم بعد الفقد:
{\displaystyle n_{a}=n_{b}-n_{lostNa^{+}}-n_{lostK^{+}}}
حيث إن:
- na = إجمالي كمية المادة بعد فقد السائل
- nb = إجمالي كمية المادة قبل فقد السائل
- nlost Na+ = كمية المادة من الصوديوم المفقود
- nlost K+ = كمية المادة من البوتاسيوم المفقود

3. تصبح التناضح الجديد:
{\displaystyle Osm_{a}={\frac {n_{a}}{TBW_{b}-V_{lost}}}}
حيث إن:
- Osma = تناضح الجسم بعد الفقد
- na = إجمالي كمية المادة بعد فقد السائل
- TBWb = إجمالي ماء الجسم قبل الفقد
- Vlost = حجم السائل المفقود

4. يتم توزيع التناضح توزيعًا عادلاً في الجسم، ويستخدم في تقدير أحجام العصارة الخلوية والسائل خارج الخلوي الجديدة، على التوالي:
{\displaystyle V_{ICFa}={\frac {n_{ICFa}}{Osm_{a}}}={\frac {V_{ICFb}\times Osm_{b}-n_{lostK^{+}}}{Osm_{a}}}}
حيث إن:
- VICF a = حجم العصارة الخلوية بعد فقد السائل
- nICF a = كمية المادة في العصارة الخلوية بعد فقد السائل
- Osma = تناضح الجسم بعد الفقد
- VICF b = حجم العصارة الخلوية عقب فقد السائل خارج الخلوي (40% تقريبًا من وزن الجسم، أو طرح السائل خارج الخلوي من إجمالي ماء الجسم)
- Osmb = التركيز الأسموزي للجسم قبل عملية الفقد (يكون مساويًا تقريبًا لـ تناضحية الدم البالغة 275-299 مللي أسمول لكل كيلوجرام[4])
- nlost K+ = كمية المادة من البوتاسيوم المفقود

بطريقة مماثلة:
{\displaystyle V_{ECFa}={\frac {n_{ECFa}}{Osm_{a}}}={\frac {V_{ECFb}\times Osm_{b}-n_{lostNa^{+}}}{Osm_{a}}}}
حيث إن:
- VECF a = حجم السائل خارج الخلوي بعد فقد السائل
- nECF a = كمية المادة في السائل خارج الخلوي بعد فقد السائل
- VECF b = حجم السائل خارج الخلوي قبل فقد السائل (20% تقريبًا من وزن الجسم، أو باستخدام إنيولين)
- Osmb = التركيز الأسموزي للجسم قبل عملية الفقد (يكون مساويًا تقريبًا لـ تناضحية الدم البالغة 275-299 مللي أسمول لكل كيلوجرام[4])
- nlost K+ = كمية المادة من البوتاسيوم المفقود

5. حجم السائل المفقود من كل قسم:
{\displaystyle V_{lostICF}=V_{ICFb}-V_{ICFa}}
{\displaystyle V_{lostECF}=V_{ECFb}-V_{ECFa}}
حيث إن:
- VI/ECF b = حجم العصارة الخلوية/السائل خارج الخلوي قبل فقد السائل
- VI/ECF a = حجم العصارة الخلوية/السائل خارج الخلوي بعد فقد السائل